# 特充装置
特充装置又名预填充型胰岛素注射装置，在不同地区归属于不同的分类进行管理，比如在美国属于医疗器械，而在欧洲属于药品组件。

## 发展历史
特充装置最早出现于二战期间，上世纪50年代，特充装置再次被推向市场，主要是用于脊髓灰质炎疫苗的注射。过去5、6年得到了飞速发展: 2006年，特充装置销量约为14亿支，2010年销量超过24亿支。据估计，今后5年，特充装置的销量将不断增加，同时将更多地与安全针头和自动注射器注射器整合。

## 促进发展的因素
- 对于生产企业来说，这些解决方案快速、方便、成本低且风险低，并且他们同时销售了药物和器材，还减少了相关的报批手续，节省了大量人力、时间资源；
- 对于患者来说，患者对注射装置的精确性和简便性要求越来越高。随着高血压、糖尿病等慢性病发病率越来越高，基于对生活质量和经济因素的双重考虑，更多的患者倾向于在家里进行治疗和注射，因此这种简便易学的注射装置大受欢迎。这其实是社会和经济进步的一种体现。

在这些因素的作用下，生产商将把液体剂型的药品装入特充装置中，不但增加了临床使用率，极大方便了患者，也减少了生产企业在审批方面的投入，造成了双赢的局面。

## 分类和组成
特充装置可以储存药物，同时进行普通注射，可分为以下两类：
- 带注射针的特充装置：多为针头嵌入式，由带注射针的针管、针头护帽、活塞和推杆组成。
- 不带注射针的特充装置：分为两类锥头式和螺旋头式，前者由由不带注射针的针管、锥头护帽、活塞和推杆组成，后者由不带注射针的针管、螺旋头护帽、螺旋头、活塞和推杆组成。

## 装置特点
- 方便易用：对于医护人员而言，非常容易教会非专业人士进行注射，对于家属或患者来说，该装置简便易学。
- 注射剂量准确：剂量设定和调节及剂量显示窗都极大提高了注射的准确性，更好地辅助治疗。
- 经济学效应：通过使用特充装置，大部分患者可以在家注射，减少了住院和到门诊的次数，大大节省了住院费用和注射费用。

## 常见应用领域
糖尿病、多发性硬化、不孕、骨质疏松、肝炎、类风湿性关节炎、癌症、贫血及血友病等。